# Aliculastrum solidum
Aliculastrum solidum is een slakkensoort uit de familie van de Haminoeidae. De wetenschappelijke naam van de soort is voor het eerst geldig gepubliceerd in 1792 door Bruguière.